# Miles Satyr
El Miles M.1 Satyr fue un biplano acrobático monoplaza británico de los años 30, diseñado por F.G. Miles y construido para él por George Parnall and Company.

## Diseño y desarrollo
El Satyr fue diseñado en 1932 por F.G. Miles. Era un biplano acrobático monoplaza de madera, propulsado por un motor radial Pobjoy R de 56 kW (75 hp). El avión (matriculado G-ABVG) voló por primera vez en agosto de 1932. Aunque el aparato voló bien, Miles decidió concentrarse en diseños monoplano, y sólo se construyó un ejemplar. El avión se estrelló en septiembre de 1936.
Existe una película del Satyr realizando una exhibición en el British Hospitals Air Pageant en el aeródromo de Cramlington, Northumberland, el 12 de agosto de 1933. La secuencia comienza en 9:07.

## Especificaciones (M.1)
Referencia datos: Miles Aircraft Since 1925

### Características generales
- Tripulación: Uno (piloto)
- Longitud: 5,4 m (17,7 ft) [3]
- Envergadura: 6,4 m (21 ft)
- Superficie alar: 10,9 m² (117,3 ft²)
- Peso vacío: 269 kg (592,9 lb) [3]
- Peso cargado: 408 kg (899,2 lb)
- Planta motriz: 1× motor radial de 7 cilindros refrigerado por aire Pobjoy R.
  - Potencia: 56 kW (77 HP; 76 CV)
- Hélices: Bipala de paso fijo

### Rendimiento
- Velocidad máxima operativa (Vno): 201 km/h (125 MPH; 109 kt)
- Velocidad crucero (Vc): 180 km/h (112 MPH; 97 kt)
- Régimen de ascenso: 7,1 m/s (1398 ft/min)

## Aeronaves relacionadas

### Secuencias de designación
- Secuencia M._ (interna de Miles): M.1 - M.2 - M.2 (II) - M.2 (III) →